# El Amapal (centrala Sinaloa kommun)
El Amapal är en ort i Mexiko.   Den ligger i kommunen Sinaloa och delstaten Sinaloa, i den västra delen av landet, 1 200 km nordväst om huvudstaden Mexico City. El Amapal ligger 137 meter över havet och antalet invånare är 178.
Terrängen runt El Amapal är platt åt sydväst, men åt nordost är den kuperad. Runt El Amapal är det glesbefolkat, med 19 invånare per kvadratkilometer. Närmaste större samhälle är Sinaloa de Leyva, 19,9 km söder om El Amapal. I omgivningarna runt El Amapal växer huvudsakligen savannskog.